# Orientogomphus circularis
Orientogomphus circularis är en trollsländeart som först beskrevs av Selys 1894.  Orientogomphus circularis ingår i släktet Orientogomphus och familjen flodtrollsländor. IUCN kategoriserar arten globalt som otillräckligt studerad. Inga underarter finns listade i Catalogue of Life.